# Aedes albicosta
Aedes albicosta är en tvåvingeart som först beskrevs av Edwards 1913.  Aedes albicosta ingår i släktet Aedes och familjen stickmyggor. Inga underarter finns listade i Catalogue of Life.